# Reine Ngameni Mbopda Davina
Reine Ngameni Mbopda Davina (née le 14 novembre 2002) est une joueuse camerounaise de volley-ball féminin. Elle est membre de l'équipe du Cameroun de volley-ball féminin.

## Carrière

### Carrière en équipe nationale
Elle fait partie de l'équipe nationale du Cameroun au Masters de Volley de Montreux 2018 (en).
Elle participe ensuite avec son équipe au Championnat du monde féminin de volley-ball 2018,.
Elle remporte la médaille d'argent des Jeux africains de 2019. Elle remporte la médaille d'or au Championnat d'Afrique féminin de volley-ball 2021.

### Carrière en club
- Cameroun Bafia Evolution (2018)

## Palmarès
- Médaille d'or au Championnat d'Afrique féminin de volley-ball 2021
- Médaille d'argent des Jeux africains de 2019.